# ホンダセールスオペレーションジャパン
株式会社ホンダセールスオペレーションジャパン（英: Honda Sales Operations Japan Co., Ltd.）は、埼玉県和光市に本社を置き、Honda四輪車のオンライン販売をはじめとするデジタルイノベーション事業や、Hondaグループのハウスエージェンシー事業などを手掛けている日本の企業。
本田技研工業の完全子会社。

## 概要
自動車のオンライン販売（Honda ON）、ハウスエージェンシー（広告・宣伝・販促）、デジタルイノベーション事業（スマホアプリ「My Honda」など）、中古車領域関連、サービス領域関連、エネルギーマネジメント関連などの事業などを行っている。
2005年7月に株式会社ホンダコンサルティングとして設立、Honda Cars店に対するコンサルティング業務を行っていた。
2021年、本田技研工業は同年3月1日にホンダコンサルティングから商号変更したホンダセールスオペレーションジャパンの業務内容を、Honda Cars店に対するコンサルティング業務からHonda四輪車のオンライン販売、シェアードサービスの企画立案、Honda Cars店に対するコンサルティング業務へ変更する事を4月1日付で発表したと同時に、同日から新体制による業務を開始した。
主幹事業となるHonda四輪車のオンライン販売は2021年秋から開始する予定とされ、同年10月4日、東京都内より取り扱いを開始した。国内自動車メーカーでは初の四輪新車オンラインストアである。
2025年1月1日、Hondaグループの組織再編により、ハウスエージェンシーであった株式会社ホンダコムテックを吸収合併するとともに、本田技研工業株式会社および株式会社ホンダアクセスの一部業務が移管された。

## 沿革
- 2005年7月 - Honda Cars店（2006年7月まではプリモ店・クリオ店・ベルノ店）に対するコンサルティング業務を目的として、株式会社ホンダコンサルティングとして設立。
- 2021年
  - 3月1日 - 商号を株式会社ホンダセールスオペレーションジャパンへ変更。
  - 4月1日 - 事業の中心をHonda四輪車のオンライン販売並びにシェアードサービスの企画立案に変更する事を発表。
  - 10月4日 - Honda四輪車のオンライン販売ストア「Honda ON」オープン。
- 2025年
  - 1月1日 - 株式会社ホンダコムテックを吸収合併。